# Estação San José (SITVA)
A Estação San José é uma das estações da Tranvía de Ayacucho, situada em Medellín, entre a Estação San Antonio e a Estação Pabellón del Agua EPM. Administrada pela Empresa de Transporte Masivo del Valle de Aburrá Limitada (ETMVA), faz parte da Linha T-A.
Foi inaugurada em 20 de outubro de 2015. Localiza-se no cruzamento da Avenida Oriental com a Avenida Ayacucho. Atende o bairro La Candelaria, situado na comuna de La Candelaria.